# Danilo Rossi
Danilo Rossi (Forlì, 18 novembre 1965) è un violista italiano.

## Biografia
All'età di 5 anni inizia lo studio del violino per poi passare alla viola da adolescente. A sedici vince il suo primo concorso internazionale e a venti si diploma, col massimo dei voti e la lode, al Conservatorio di Bologna.
Suona da solista i Concerti di Bartok e Walton con la Filarmonica della Scala diretta da Riccardo Muti, la Sinfonia Concertante di Mozart con l'Orchestra della Scala diretta da Zubin Metha, il Concerto "Der Schwanendreher" di Hindemith con l'orchestra del Teatro Massimo di Palermo diretta da Gianandrea Gavazzeni, Harold in Italie di Berlioz con l'orchestra del Teatro Regio di Torino diretta da Gianandrea Noseda.
Ricopre il ruolo di Prima Viola Solista del Teatro alla Scala (1986-2021), collaborando con Claudio Abbado, Riccardo Muti, Daniel Barenboim, Carlos Kleiber, Wolfgang Sawallisch, Daniel Harding, Gustavo Dudamel, Leonard Bernstein, Daniele Gatti, Paavo Järvi.
All'attività orchestrale affianca da sempre quella cameristica e viene invitato nei maggiori festival, esibendosi con Paul Tortelier, Jury Baschmet, Pier Narciso Masi, Bruno Canino, Myung-Whun Chung, Mario Brunello, Andrea Lucchesini, Nazzareno Carusi, Franco Gulli, il Quartetto Arditti, Giuliano Carmignola, Boris Belkin.
Dal 2002 si interessa al Jazz e inizia a collaborare con Massimo Moriconi, Paolo Fresu, Stefano Bollani, Renato Sellani, Jim Hall, Terence Blanchard e Bobby Mc Ferrin e Ian Anderson. In questo periodo, con Sante Palumbo, incide l'album Bach in Jazz.
Fonda il Music Train Quintet (2005) con Stefano Nanni, Gianluca Nanni, Massimo Moriconi e Luciano Zadro. Il gruppo pubblica il suo primo album, Music Train Quintet: Did you have to travel at night?, frutto di contaminazioni jazz e di musica classica.
Negli stessi anni inizia a collaborare, tra gli altri, con Ascanio Celestini, Alessandro Baricco, Licia Maglietta, Angela Finocchiaro, Marco Paolini, Davide Rondoni, Gene Gnocchi e Giobbe Covatta, unendo così musica e recitazione. Del 2008 è il Concerto Apocalittico per grilli e orchestra, con Stefano Benni.
Nel numero di dicembre 2020 il mensile "Classic Voice" lo inserisce tra i 10 personaggi più rilevanti del mondo musicale e nell'estate del 2023 dirige l'Orchestra "Bruno Maderna" nelle tappe italiane dello spettacolo Mad about you di Tony Hadley.
Insegna al Conservatorio della Svizzera Italiana di Lugano e tiene corsi per l'Accademia Perosi di Biella, il Garda Lake Festival di Desenzano e presso il Livorno Music Master. È direttore artistico di ForlìMusica.
La sua autobiografia è pubblicata da Baldini+Castoldi, col titolo "Viola d'amore" (2024).

## Opere
- Danilo Rossi e Carmen Pirrone, Dal violino alla viola, Edizioni Map
- Danilo Rossi, 24 giorni di studio viola, Edizioni Antiruggine
- Danilo Rossi e Massimo Botti, In cima alla scala, Edizioni Accademia Perosi
- Danilo Rossi, Passi a solo e d'insieme per viola. Edizione Ricordi
- Danilo Rossi, Viola d'amore, Edizione Baldini + Castoldi

## Discografia
- 1994 - Elgar, Alassio. Danilo Rossi - viola, Orchestra Filarmonica della Scala, Direttore Riccardo Muti. Ed. Sony
- 1995 - Mozart, Eisler, Webern, Trio D'Archi della Scala. Ed. Arcadia
- 1996 - Wolfgang Amadeus Mozart e Johannes Brahms, Quintetti con clarinetto, Fabrizio Meloni - clarinetto, Trio d'archi della Scala, Francesco Manara - violino. Ed. Fonit Cetra
- 1996 - Ludwig van Beethoven' , 3 Strings Trios Op. 9. Trio D'archi della Scala. Ed. Agorà[9]
- 1998 - Ludwig van Beethoven: String Trio Op. 2, Serenade Op. 8'. Trio d'archi della Scala. Ed. Agorà[10]
- 1999 - Mozart, Sinfonia Concertante . Violino Francesco Manara, Viola Danilo Rossi, Orchestra Filarmonica della Scala, Direttore Riccardo Muti. Ed. Musicom[11]
- 2000 - Johann Sebastian Bach, Concerti Brandeburghesi. I Solisti dell'Olimpico. Ed. Amadeus[12]
- 2002 - Bach in jazz. Sante Palumbo Trio, Guest Danilo Rossi. Ed. Map
- 2003 - Johann Sebastian Bach', Max Reger, Paul Hindemith, Igor Stravinsky, Luciano Berio: Viola. Danilo Rossi. Ed. Centro Studi Strumenti Musicali Bresciani
- 2003 - Johann Sebastian Bach', Max Reger, Paul Hindemith, Igor Stravinsky, Luciano Berio: Viola. Danilo Rossi. Ed. Centro Studi Strumenti Musicali Bresciani
- 2005 - Ludwig Van Beethoven, Complete String Quintets. Quartetto d'archi di Venezia e Danilo Rossi. Ed. Dynamic
- 2005 - Paesaggi diversi. Camerata Strumentale dell'Università di Salerno. Direttore e solista Danilo Rossi. Ed. Unisateneo
- 2005 - Music Train Quintet: Did you have to travel at night? Danilo Rossi - viola,  Stefano Nanni - pianoforte, Luciano Zadro - chitarra, Massimo Moriconi - basso, Gianluca Nanni - Batteria. Ed. Lol
- 2006 - Sandro fuga,  Danilo Rossi - Viola, Stefano Bezziccheri - Pianoforte. Ed. Michelangeli[13]
- 2007 - Music Train Quintet, The Firebird Suite'. Danilo Rossi - viola,  Stefano Nanni - pianoforte, Luciano Zadro - chitarra, Massimo Moriconi - basso, Gianluca Nanni - Batteria. Ed. Da Vinci[14]
- 2008 - Carlo Boccadoro, Asherei per viola e percussioni campionate. Danilo Rossi - viola. Ed.Raitrade[15]
- 2008 - Felix Mendelssohn Bartholdy, String Quintets n. 1 e 2. Fine Arts Quartets, Danilo Rossi - viola. Ed. Naxos[16]
- 2009 - Nazzareno Carusi Live Life. Mozart, Kegelstatt-Trio K.498 / Schumann, Märchenerzählungen op. 132 - Live al Teatro alla Scala. Fabrizio Meloni, clarinetto - Danilo Rossi, viola - Nazzareno Carusi, pianoforte. EMI [17]
- 2010 - Brahms,  Sonate. Danilo Rossi - viola, Stefano Bezziccheri - pianoforte. Ed. Limen Music[18]
- 2011 - Shostakovich, Hindemith, Bitten: La viola del '900'. Danilo Rossi - viola, Stefano Bezziccheri - pianoforte. Ed. Limen Music[19]
- 2012 - Schumann, Schubert, Glinka, La viola romantica. Danilo Rossi - viola, Stefano Bezziccheri - pianoforte. Ed. Limen Music[20]
- 2013 - Bis...Encore, Danilo Rossi - viola, Stefano Bezziccheri - pianoforte. Ed. Limen Music[21]
- 2013 - Brahms, Chopin: Dressed...to play. Danilo Rossi - viola, Mario Brunello - violoncello, Andrea Lucchesini pianoforte. Ed. Limen Music[22]
- 2014 Hoffmeister, Rolla, Stamitz: The classic viola with Orchestra Viola solista e Direttore Danilo Rossi. Orchestra del Conservatorio della Svizzera italiana. Ed. Limen Music[23]
- 2014 - Wolfgang Amadeus Mozart, Sinfonia Concertante. Violino - Domenico Nordio, Viola - Danilo Rossi. Ensample Respighi, Direttore Federico Ferri. Ed. Concerto[24]
- 2016 - Wolfgang Amadeus Mozart, Quintetto per clarinetto.  Fabrizio Meloni - Clarinetto. Solisti della Scala. Ed. Deutsche Grammophon [25]

### Discografia varia
- 2002 - Lino Cannavacciuolo - Segesta Ed. Marocco Music
- 2004 - Lino Cannavacciuolo - Ca' Na', Ed. Marocco Music[26]
- 2009 - Carlo Fava - Neve, Ed.  Pirames International Srl
- 2011 - Vinicio Capossela - Marinai, profeti e balene, Ed. La Cupa
- 2021- Franco Battiato - Invito al viaggio - Concerto per Franco Battiato, Ed. Universal

## Riconoscimenti
- 1983 - Primo Premio al Concorso “Vittorio Veneto”
- 1983 - Primo Premio al Concorso Internazionale di Casale Monferrato
- 1984 - Secondo Premio al Concorso Internazionale di Stresa
- 1988/1989 - Vincitore del Diploma D’Onore dell’Accademia Chigiana
- 1995 - Vincitore del Secondo Premio e del Premio Speciale della Giuria al Concorso “Yuri Bashmet” di Mosca
- 2004 - Premio Francavilla
- 2014 - Premio ANLAI
- 2018 - Premio "Mauro Ranieri"